# Mukimbungu missionsstation

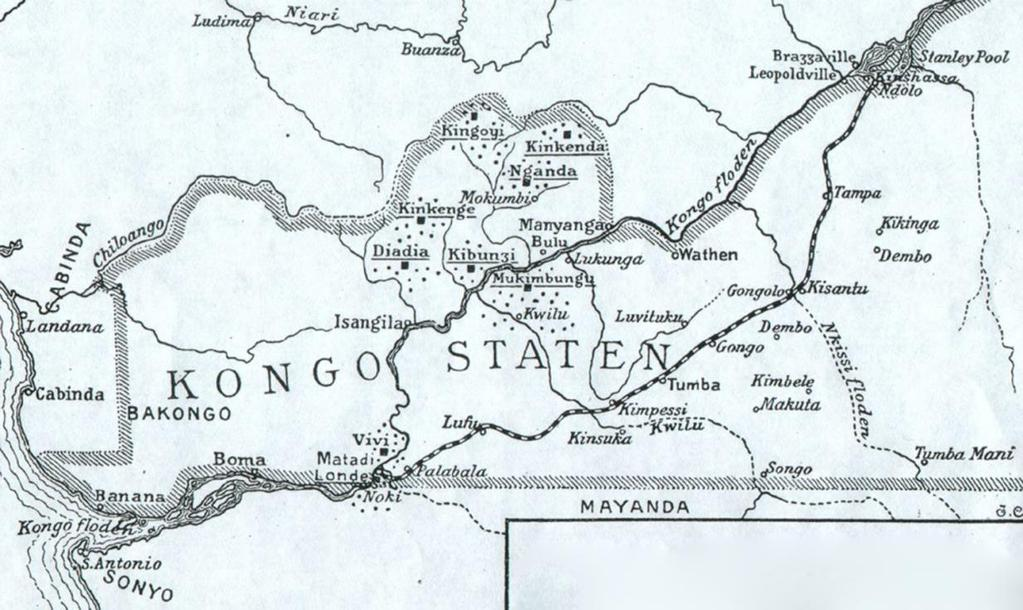
Svenska kongomissionens stationer i Nedre Kongo inklusive Kibunzi.

Mukimbungu missionsstation var en av Svenska missionsförbundets missionsstationer i Nedre Kongo. Den låg vid byn Mukimbungu norr om Kongofloden. Det var den Svenska kongomissionens allra första station i Kongo. De svenska missionärerna tog 1886 över stationen från Livingstone Inland Mission. Stationen hade anlagts 1882 av missionärerna Peter Fredriksen (1847-1929), som var av danskt ursprung, och Joseph Clark (1856-1930). Strax senare samma år kom de svenska missionärerna Nils Westlind och Karl Johan Pettersson till Kongo för första gången och de inledde sitt missionsarbete vid stationen i Mukimbungu. Vid denna tid var Fredriksen föreståndare för stationen. Westlind studerade språket och öppnade en skola för pojkar. Han blev efter några år sjuk i fick återvända till Sverige 1885. Vid den tiden hade den engelske missionären Hoste tagit över efter Fredriksen.

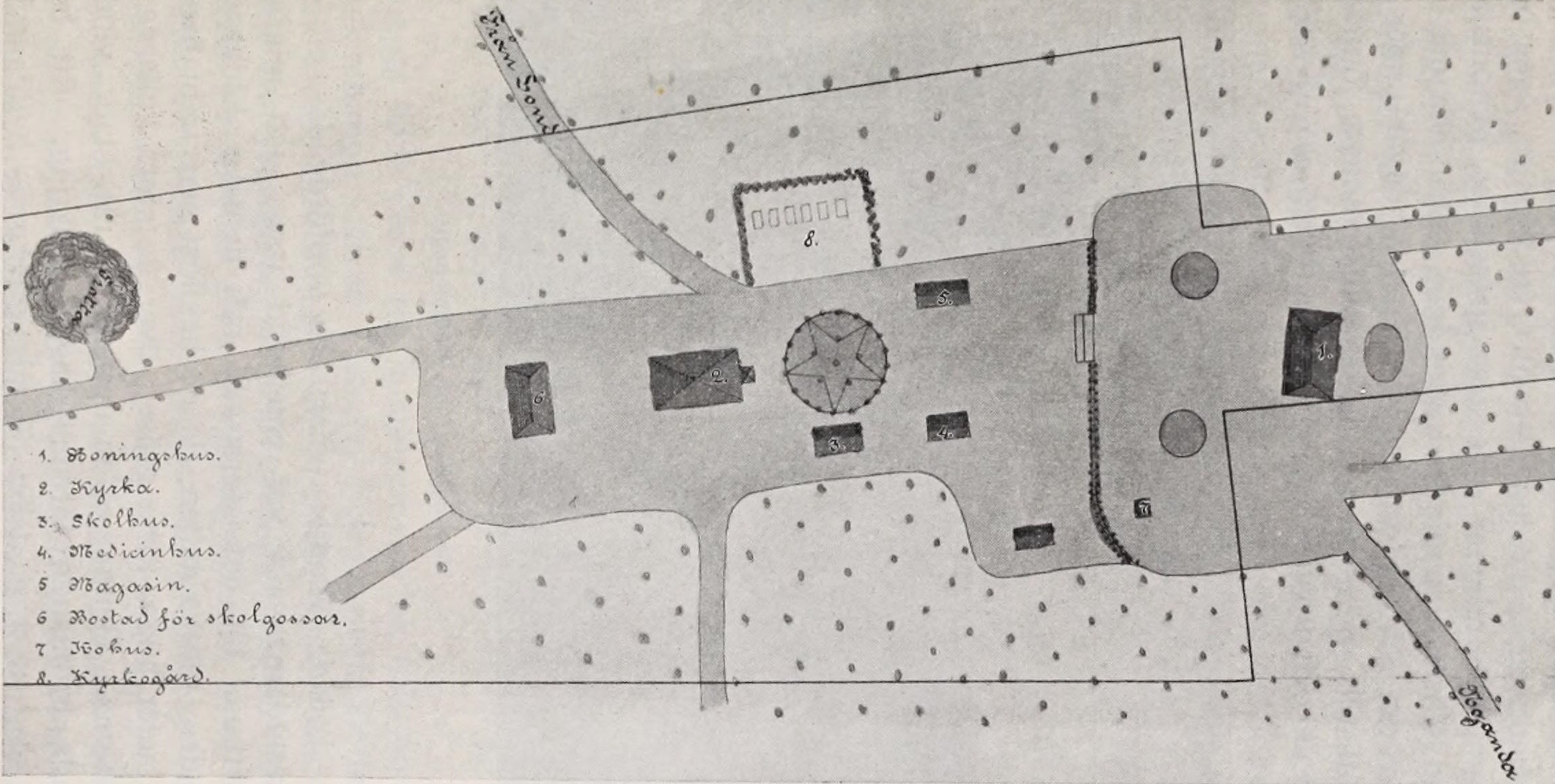
Planritning över Mukimbungu missionsstation, 1911.

## Stationen förs över till Svenska missionsförbundet

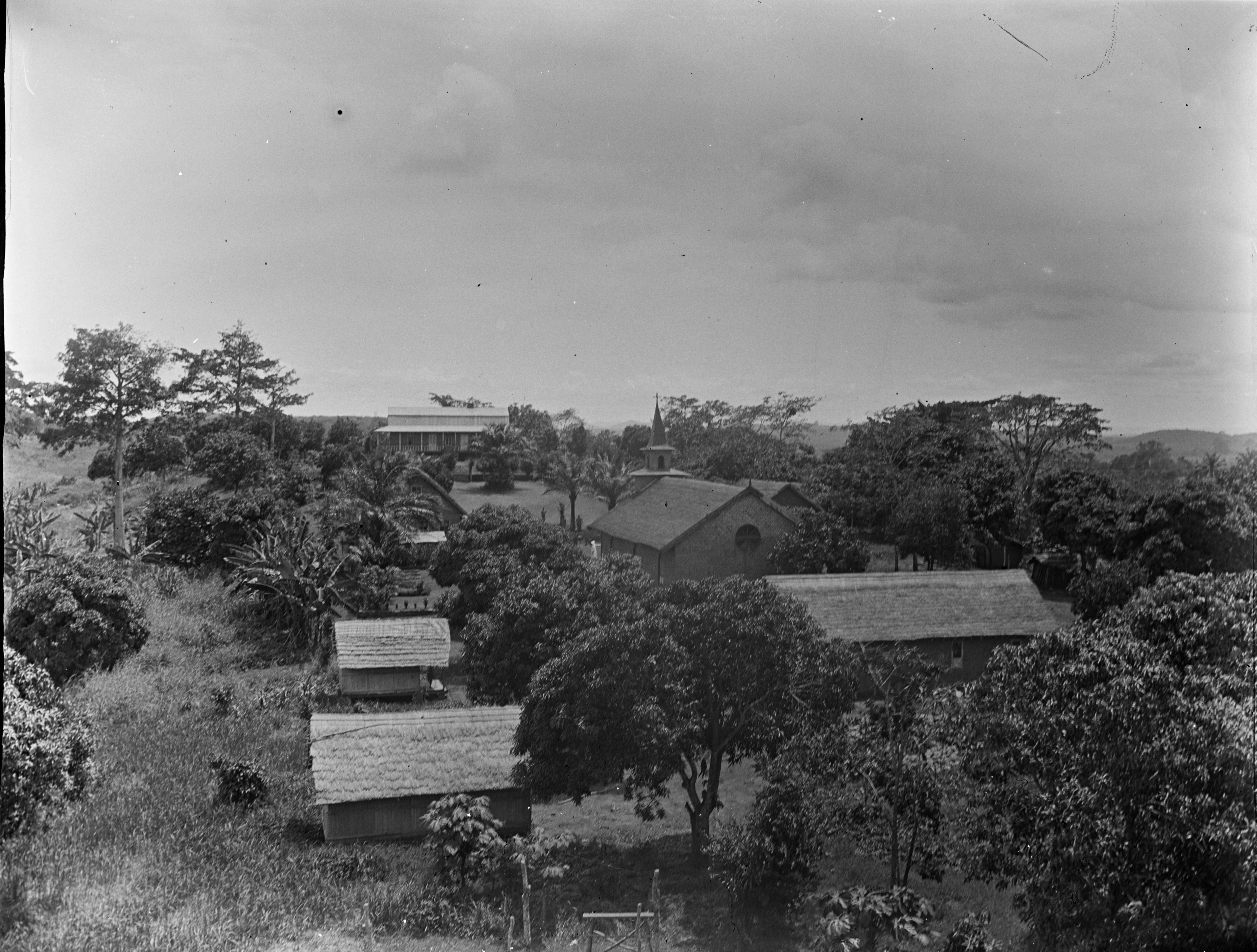
Mukimbungu missionsstation. Kyrkan som stod färdig 1899 syns i mitten av bilden och bortom den skymtar boningshuset.

Livingstone Inland Mission hade inte ekonomiska medel att förvalta stationen och därför fördes den över till Svenska missionsförbundet via Amerikanska Baptistmissionssällskapet 1886. Westlind hade nu vilat upp sig och återkom samma år till Mukimbungu med Lars Fredrik Hammarstedt, Carl Johan Nilsson och Karl Fredrik Andrae. Hammarstedt avled året efter och blev den förste av många missionärer som dog i Kongo. Andrae byggde tillsammans med lokala medarbetare en skolbyggnad, som även användes som kyrka, och ett boningshus. 1888 kom de första kvinnorna till Kongo och Anna Andersson placerades vid Mukimbungu. Wilhelm och Johanna Charlotta Walldén kom till Mukimbungu 1889 respektive 1890. Lokalbefolkningen i Mukimbungu kallades "mazinga" (egentligen namn på det geografiska området) och är ett av kongofolken (bakongo). Fler missionärer kom från Sverige. En av dem var Theodor Andersson som blev ansvarig för skolundervisningen vilken finansierades av föreningen Kongobarnens vänner i Göteborg. Med hjälp av en accidenspress kunde man trycka upp Westlinds översättningar av nya testamentet och sångböcker till kikongo. Läkaren Karl Simon och Ruth Walfridsson kom till Mukimbungu i början av 1890-talet och bidrog med medicinsk kunskap och skolundervisning. Under åren 1894-1897 kom Wilhelm och Emma Maria Sjöholm till stationen från Kibunzi missionsstation där de tidigare vistats. Nu förlades evangelistskolan till Mukimbungu och tidningen Minsamu Miayenge redigerades här. Från 1897 var Karl Edvard och Selma Laman stationerade vid Mukimbungu.

## Tiden 1900-1939
Efter hand anlades större hus av tegel liksom planteringar. En kyrka i tegel invigdes redan 1899. Missionärerna reste runt i de omkringliggande byarna och predikade.  Enligt uppgift var man närvarande i ett 70-tal byar i omgivningen i början av 1900-talet.

## Missionärer som varit vid Mukimbungu
Utöver redan nämnda har bland annat följande missionärer varit verksamma vid Mukimbungu: Wilhelmina Svensson, Jöns Larsson, August och Hanna Jansson, S. A. Flodén, Edvard Karlman, Storm, Johnell, Gustaf Natanael Nykvist, Lotten Sandell, Stina och Viktor Vikterlöf och Georg Natanael Palmaer.

## Efter 1939
1939 överlämnades Mukimbungu till Amerikanska baptistsamfundet. Men de amerikanska missionärerna flyttade aldrig till Mukimbungu och många av byggnaderna förföll. En egen församling bildades 1979. År 2001 inleddes ett vänförsamlingsarbete mellan Mukimbungu och missionsförsamlingarna i Rimforsa, Skeda och Södra Vi samt Kisa frikyrkoförsamling i Östergötland.